# Robert Eggers
Robert Neil Eggers (* 7. července 1983 New York) je americký filmový režisér a scénograf. Je známý především jako scenárista a režisér historických hororů Čarodějnice (2015) a Maják (2019) a jako režisér a spoluscenárista historického výpravného filmu Seveřan (2022). Jeho filmy se vyznačují folklorními prvky a také snahou o historickou autenticitu.

## Život
Narodil se v roce 1983 v New Yorku Kelly Houston. Neví, kdo je jeho biologickým otcem. Brzy poté se s matkou přestěhoval do Laramie ve Wyomingu, kde se matka seznámila s Walterem Eggersem, s nímž měla dvojčata Maxe a Sama. Rodina se pak v roce 1990 přestěhovala do Lee ve státě New Hampshire, když se jeho nevlastní otec stal rektorem na New Hampshirské univerzitě.

### Studium
Eggers se v roce 2001 se přestěhoval do New Yorku, kde začal navštěvovat Americkou hudební a dramatickou akademii. Při psaní své prvotiny se inspiroval svým dětstvím v Nové Anglii, kde často navštěvoval plantáž Plimoth v Plymouthu ve státě Massachusetts.

### Soukromí
Eggers se oženil s klinickou psycholožkou Alexandrou Shaker, s níž se znal od dětství. Mají spolu syna Houstona (2018). Žijí v Brooklynu v New Yorku.

## Tvorba
Svou kariéru začal jako výtvarník a režisér divadelních představení v New Yorku, poté se začal věnovat filmu. V roce 2015 debutoval jako režisér hororem Čarodějnice podle vlastního scénáře s Anyou Taylor-Joy v hlavní roli. Film měl premiéru 27. ledna 2015 na filmovém festivalu Sundance 2015. Film získala společnost A24, která jej 19. února 2016 uvedla do kin. Kritiky byly vesměs pozitivní a film vydělal přes 40 milionů dolarů při rozpočtu 4 miliony dolarů.
Jeho následující film, dobové hororové psychologické drama Maják (2019), byl kritikou hodnocen velmi pozitivně. Eggers film režíroval a na scénáři se podílel se svým bratrem Maxem Eggersem. V hlavních rolích námořníků se v černobílém snímku objevili Robert Pattinson a Willem Dafoe.
V roce 2022 byl do kin uveden Eggersův vikingský epos Seveřan, v němž si zahráli Alexander Skarsgård, Nicole Kidman, Anya Taylor-Joy, Ethan Hawke, Björk a Willem Dafoe.
V červenci 2015 bylo oznámeno, že Eggers napíše a bude režírovat remake němého filmu Nosferatu z roku 1922, který vychází z mytologie Drákuly. V listopadu 2016 vyjádřil překvapení nad tím, že remake Nosferatu má být jeho druhým filmem, a řekl: „Připadá mi ošklivé a rouhavé a egomaniakální a nechutné, aby filmař na mém místě dělal dalšího Nosferatu. Opravdu jsem měl v plánu chvíli počkat, ale takhle to osud zařídil.” Eggers předtím režíroval představení hry Nosferatu na své střední škole a díky své práci byl najat k režii profesionální verze hry. Považuje to za událost, která ho inspirovala k filmové kariéře. Nakonec se rozhodl svou verzi filmu odložit a nejprve režíroval filmy Maják a Seveřan. K hereckému obsazení byli připojeni Anya Taylor-Joy a Harry Styles, ale oba v roce 2022 odstoupili. V září 2022 bylo oznámeno, že ve filmu si zahraje Bill Skarsgård v titulní roli po boku Lily-Rose Depp. Natáčelo se od konce února do 19. května 2023 v barrandovských filmových studiích a v dalších českých lokacích jako jsou Invalidovna nebo zámek Rožmitál. Některé exteriérové scény byly natočeny také v Rumunsku.

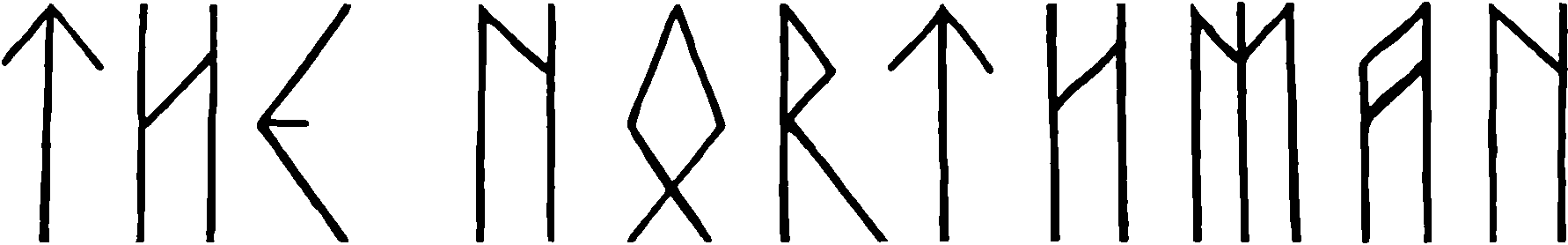
Logo filmu Seveřan

Eggers připravuje minisérii na motivy života Rasputinaa také středověký film s názvem Rytíř, který nakonec nebyl realizován.

## Filmografie

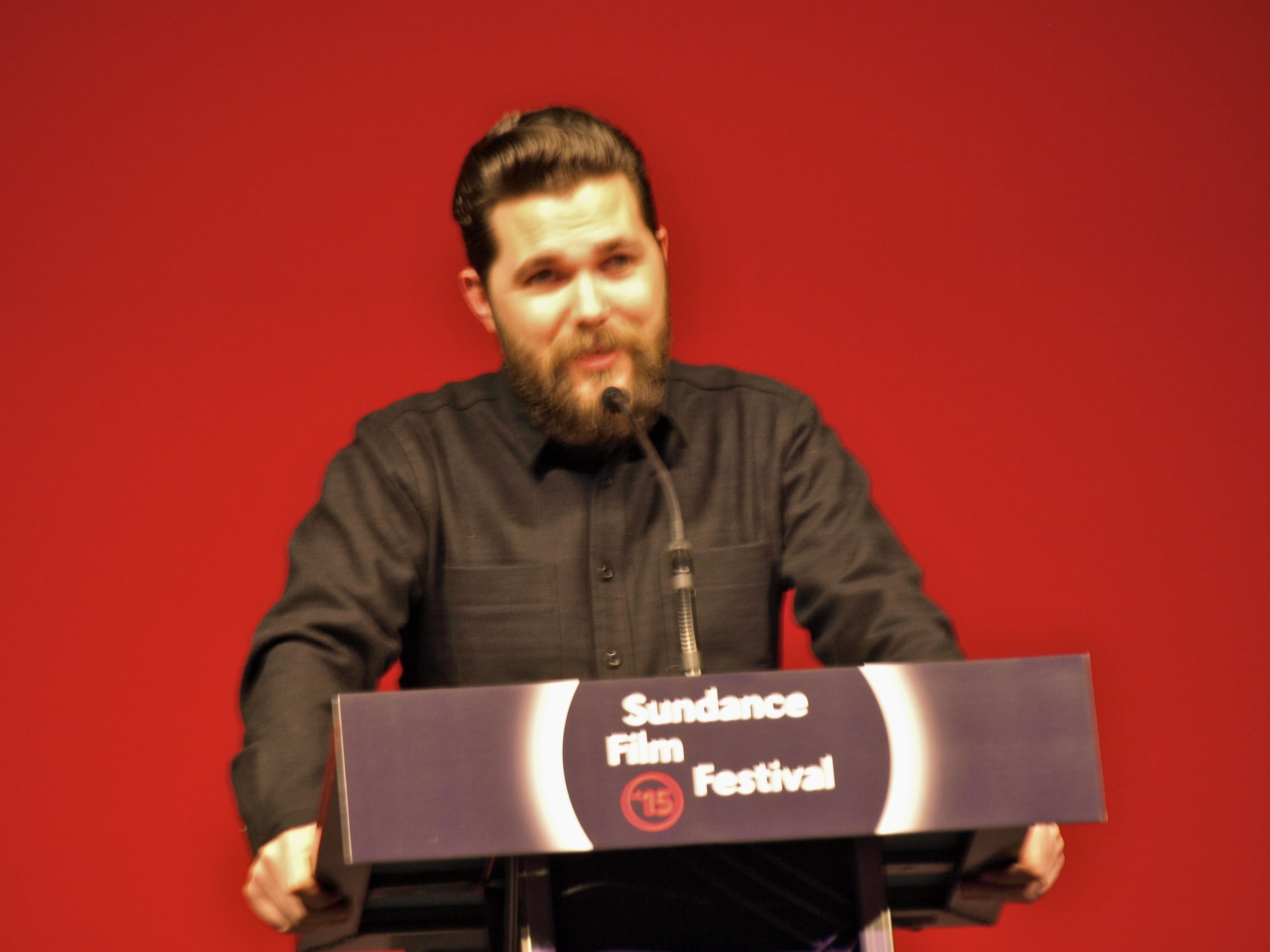
Režisér Robert Eggers v roce 2015 na festivalu Sundance

| Rok  | Název filmu         | Typ            | Žánr                      | Role                           | Poznámky                                  |
| ---- | ------------------- | -------------- | ------------------------- | ------------------------------ | ----------------------------------------- |
| 2007 | Hansel and Gretel   | Krátkometrážní | Akční, Drama              | režisér, scenárista, scénograf |                                           |
| 2008 | The Tell-Tale Heart | Krátkometrážní | Drama, Fantasy            | režisér, scenárista, scénograf |                                           |
| 2015 | Brothers            | Krátkometrážní | Drama, Thriller           | režisér a scenárista           |                                           |
| 2015 | Čarodějnice         | Film           | Horor, Mysteriózní        | režisér a scenárista           |                                           |
| 2019 | Maják               | Film           | Drama, Horor, Mysteriózní | režisér, scenárista, producent |                                           |
| 2022 | Seveřan             | Film           | Drama, Akční, Thriller    | režisér, scenárista, producent |                                           |
| 2024 | Nosferatu           | Film           | Horor, Drama, Fantasy     | režisér, scenárista, producent | remake němého filmu Nosferatu z roku 1922 |